# Jim Neilson
Pour les articles homonymes, voir Neilson.
James Anthony Neilson (né le 28 novembre 1941 à Big River dans la province de Saskatchewan au Canada et mort le 6 novembre 2020 à Winnipeg) est un joueur professionnel canadien de hockey sur glace. Il évoluait au poste de défenseur.

## Biographie
Né en Saskatchewan, il a des origines danoises et cries. Après avoir joué au niveau junior dans sa province natale, il joue sa première saison professionnelle en 1961-1962 avec les Beavers de Kitchener-Waterloo dans l'Eastern Professional Hockey League. 
La saison suivante, il rejoint les Rangers de New York dans la Ligue nationale de hockey. Il joue durant 12 saisons avec les Rangers avant d'être réclamé en 1974 par les Golden Seals de la Californie au cours d'un repêchage intra-ligue. Il suit l'équipe lors de son déménagement à Cleveland deux ans plus tard, équipe qui devient les Barons. En 1978, il rejoint les Oilers d'Edmonton, équipe évoluant l'Association mondiale de hockey. Il est par la suite contraint de se retirer à cause de problèmes au dos.

## Statistiques
| Saison     | Équipe                        | Ligue      |       | Saison régulière | Saison régulière | Saison régulière | Saison régulière | Saison régulière |   | Séries éliminatoires | Séries éliminatoires | Séries éliminatoires | Séries éliminatoires | Séries éliminatoires |
| Saison     | Équipe                        | Ligue      | PJ    | B                | A                | Pts              | Pun              | PJ               | B | A                    | Pts                  | Pun                  |                      |                      |
| 1958-1959  | Mintos de Prince Albert       | SJHL       | 10    | 1                | 2                | 3                | 6                | -                | - | -                    | -                    | -                    |                      |                      |
| 1959-1960  | Mintos de Prince Albert       | SJHL       | 57    | 21               | 28               | 49               | 61               | 7                | 2 | 2                    | 4                    | 6                    |                      |                      |
| 1960-1961  | Mintos de Prince Albert       | SJHL       | 59    | 20               | 26               | 46               | 59               | -                | - | -                    | -                    | -                    |                      |                      |
| 1961-1962  | Beavers de Kitchener-Waterloo | EPHL       | 70    | 9                | 33               | 42               | 78               | 7                | 2 | 3                    | 5                    | 2                    |                      |                      |
| 1962-1963  | Rangers de New York           | LNH        | 69    | 5                | 11               | 16               | 38               | -                | - | -                    | -                    | -                    |                      |                      |
| 1963-1964  | Rangers de New York           | LNH        | 69    | 5                | 24               | 29               | 93               | -                | - | -                    | -                    | -                    |                      |                      |
| 1964-1965  | Rangers de New York           | LNH        | 62    | 0                | 13               | 13               | 58               | -                | - | -                    | -                    | -                    |                      |                      |
| 1965-1966  | Rangers de New York           | LNH        | 65    | 4                | 19               | 23               | 84               | -                | - | -                    | -                    | -                    |                      |                      |
| 1966-1967  | Rangers de New York           | LNH        | 61    | 4                | 11               | 15               | 65               | 4                | 1 | 0                    | 1                    | 0                    |                      |                      |
| 1967-1968  | Rangers de New York           | LNH        | 67    | 6                | 29               | 35               | 60               | 6                | 1 | 1                    | 2                    | 4                    |                      |                      |
| 1968-1969  | Rangers de New York           | LNH        | 76    | 10               | 34               | 44               | 95               | 4                | 0 | 3                    | 3                    | 5                    |                      |                      |
| 1969-1970  | Rangers de New York           | LNH        | 62    | 3                | 20               | 23               | 75               | 6                | 0 | 1                    | 1                    | 8                    |                      |                      |
| 1970-1971  | Rangers de New York           | LNH        | 77    | 8                | 24               | 32               | 69               | 13               | 0 | 3                    | 3                    | 30                   |                      |                      |
| 1971-1972  | Rangers de New York           | LNH        | 78    | 7                | 30               | 37               | 56               | 10               | 0 | 3                    | 3                    | 8                    |                      |                      |
| 1972-1973  | Rangers de New York           | LNH        | 52    | 4                | 16               | 20               | 35               | 10               | 0 | 4                    | 4                    | 2                    |                      |                      |
| 1973-1974  | Rangers de New York           | LNH        | 72    | 4                | 7                | 11               | 38               | 12               | 0 | 1                    | 1                    | 4                    |                      |                      |
| 1974-1975  | Golden Seals de la Californie | NHL        | 72    | 3                | 17               | 20               | 56               | -                | - | -                    | -                    | -                    |                      |                      |
| 1975-1976  | Golden Seals de la Californie | NHL        | 26    | 1                | 6                | 7                | 20               | -                | - | -                    | -                    | -                    |                      |                      |
| 1976-1977  | Barons de Cleveland           | NHL        | 47    | 3                | 17               | 20               | 42               | -                | - | -                    | -                    | -                    |                      |                      |
| 1977-1978  | Barons de Cleveland           | NHL        | 68    | 2                | 21               | 23               | 20               | -                | - | -                    | -                    | -                    |                      |                      |
| 1978-1979  | Oilers d'Edmonton             | AMH        | 35    | 0                | 5                | 5                | 18               | -                | - | -                    | -                    | -                    |                      |                      |
| Totaux LNH | Totaux LNH                    | Totaux LNH | 1 023 | 69               | 299              | 368              | 904              | 65               | 2 | 16                   | 18                   | 61                   |                      |                      |

## Trophées et honneurs personnels
- 1961-1962 :
  - nommé meilleure recrue de l'EPHL.
  - nommé dans la deuxième équipe d'étoiles de l'EPHL.
- 1966-1967 : participe au 20e Match des étoiles de la LNH.
- 1967-1968 : nommé dans la deuxième équipe d'étoiles de la LNH.
- 1970-1971 : participe au 24e Match des étoiles de la LNH.